# Peugeot XR6
Peugeot XR6 – motorower Peugeot z dwusuwowym silnikiem Minarelli AM6.

## Opis
Peugeot XR6 jest dwuosobowy, posiada mały bagażnik. Napędzany jest silnikiem dwusuwowym. Bak ma pojemność 11,75 l, a znajdujący się pod siedzeniem dla pasażera, koło schowka osobny zbiornik na olej 1,1 l. Jeden zbiornik paliwa wystarcza na pokonanie ok. 400 km. Posiada 6 biegów i elektryczny starter. Ma także hamulce hydrauliczne na przedniej i tylnej osi wyposażone w przewody w oplocie stalowym. Bardzo popularny we Francji i w Czechach. Dla wielu osób jest on alternatywą dla innych nieco droższych motorowerów (Yamaha TZR, Aprilia RS), z którymi jeżeli chodzi o osiągi, dane techniczne, jest porównywalny.

## Dane techniczne
- Pojemność silnika: 50 cm³
- Moc silnika: 1,8 KM przy 6500 obr./min (zablokowany)
- Chłodzenie silnika: cieczą
- Przeniesienie napędu: łańcuch 126 ogniw, przełożenie 12/52
- Hamulec przedni: tarczowy 260 mm
- Hamulec tylny: tarczowy 220 mm
- Zawieszenie przednie: odwrócony widelec teleskopowy
- Zawieszenie tylne: wahacz, pojedynczy element resorująco-tłumiący
- Maksymalna prędkość: 45 km/h (zablokowany), 77 km/h (z przełożeniami 12/52)
- Zużycie paliwa: ok. 3 litry na 100 km (z gaźnikiem 12 mm, 3,5 litra z gaźnikiem 16 mm)
- Pojemność układu chłodzenia: 0,7 l
- Pojemność zbiornika oleju: 1,1 l oleju półsyntetycznego lub syntetycznego, klasy API TC, JASO FC
- Ilość oleju w skrzyni biegów: 0,85 l oleju SAE 10W30 (do motocykli z mokrym sprzęgłem)
- Ilość oleju w przednich teleskopach: 175 cm³ na jeden teleskop
- Płyn hamulcowy: DOT3 lub DOT4